# 晋源区
晋源区是中国山西省太原市所辖的一个市辖区，于1998年1月正式挂牌成立。总面积为287平方公里。该区因晋水源头之所在的晋祠而得名，区人民政府驻晋源街道晉源新城。

## 行政区划
晋源区下辖3个街道办事处、3个镇：
义井街道、罗城街道、晋源街道、金胜镇、晋祠镇和姚村镇。

## 人口
根據第七次人口普查數據，截至2020年11月1日零時，晉源區常住人口為316445人。
2022年全区总人口为32万人。

## 交通
- 307国道过境。

晋源区旧晋祠路上分布着许多高校，而经旧晋祠路到市区的公交只有308一条，所以经常看到周末上百人挤进一辆308路公交的景象。

## 旅游景点
- 全国重点文物保护单位10项：晋祠（1-85）、龙山石窟（4-192）、晋阳古城遗址（5-10）、天龙山石窟（5-445）、明秀寺（6-465）、太山龙泉寺（7-0877）、晋源阿育王塔（7-0884）、晋源文庙（7-0885）、童子寺遗址（8-0012-1-012）、蒙山开化寺遗址（8-0013-1-013，省保名称开化寺旧址及连理塔）
- 山西省文物保护单位2项：东街秦氏民宅（5-25）、古城营九龙庙（6-44）
- 太原市文物保护单位19项：义井文化遗址、芳林寺大殿、崇福寺大殿、燃灯塔、华严经石刻、铁钟、唐叔虞墓、李存孝墓、蒙山大佛、琉璜沟石窟、王琼墓、南街村龙天庙、西寨观音堂、东岳庙、西寨关帝庙、花塔关帝庙、王郭真武庙、东关真武庙、魏家店石窟
- 中国历史文化名村：太原市晋源区晋源镇店头村 (5)